# Kae Nemoto
Kae Nemoto (em japonês:  根本 香絵) é uma física teórica japonesa conhecida pelas suas pesquisas em fotónica, superradiância, transporte quântico de energia e computação quântica óptica linear. Ela é professora do Instituto Nacional de Informática e da Universidade de Pós-Graduação para Estudos Avançados, directora do Centro de Pesquisa Global para Ciência da Informação Quântica do Instituto Nacional de Informática e codirectora do Laboratório Francês-Japonês para Informática.
Depois de estudar física na Universidade Tokai, Nemoto realizou os seus estudos de graduação na Universidade Ochanomizu, onde obteve um mestrado em 1993 e completou o doutoramento em 1995.
Em 2015, Nemoto foi nomeada Fellow da American Physical Society (APS), após uma nomeação da APS Division of Quantum Information, "por ser a pioneira na teoria de implementações ópticas quânticas de processamento e comunicação de informação quântica". Ela também é Fellow do Institute of Physics.